# Bahnhof Seebad Heringsdorf
Der Bahnhof Seebad Heringsdorf ist der zentrale Bahnhof im Ostseebad Heringsdorf auf Usedom und Sitz der Usedomer Bäderbahn.
Er wurde als Kopfbahnhof der anfänglich nur bis Heringsdorf geführten Bahnstrecke Ducherow–Heringsdorf–Wolgaster Fähre mit drei Bahnsteiggleisen gebaut. Der seeseitige Bahnsteig ist am Bahnhofsgebäude vorbei verlängert, so dass er für längere Personenzüge geeignet ist.
Das hier befindliche Bahnbetriebswerk Heringsdorf – einst das kleinste Bahnbetriebswerk der Deutschen Reichsbahn – wird heute von der Usedomer Bäderbahn weitergenutzt.

## Geschichte
Der Bahnhof Heringsdorf wurde am 1. Juli 1894 als Endpunkt der Strecke Ducherow–Swinemünde–Heringsdorf eröffnet. Wegen des starken Verkehrsaufkommens wurde die Strecke 1908 bereits zur zweigleisigen Hauptstrecke ausgebaut. 1911 wurde die eingleisig ab Heringsdorf über Zinnowitz bis Wolgast (Fähre) verlängerte Strecke eingeweiht. Der nun Heringsdorf Seebad genannte Bahnhof wurde bis zum Zweiten Weltkrieg von Schnellzügen aus Berlin erreicht.
Nach der Abtretung des östlichen Inselteils mit Swinemünde an Polen und der Demontage des südlichen Streckenteils Ducherow–Swinemünde als Resultat des Krieges hatte Usedom Eisenbahn-Inselverkehr mit dem Bahnhof Heringsdorf als betrieblichem Zentrum. Der Streckenabschnitt Ahlbeck–Heringsdorf wurde auf ein Gleis zurückgebaut.

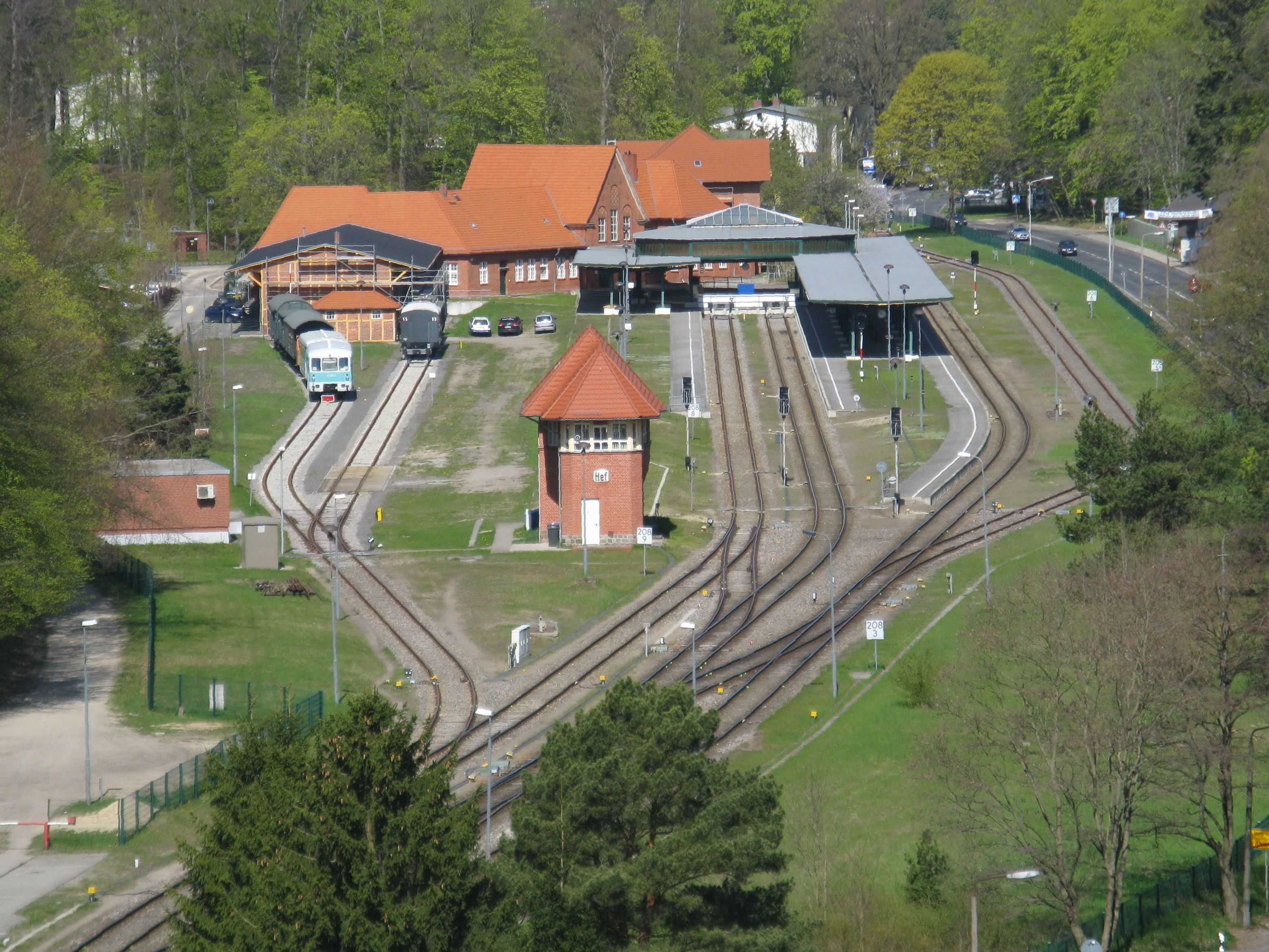
Luftbild des Bahnhofs

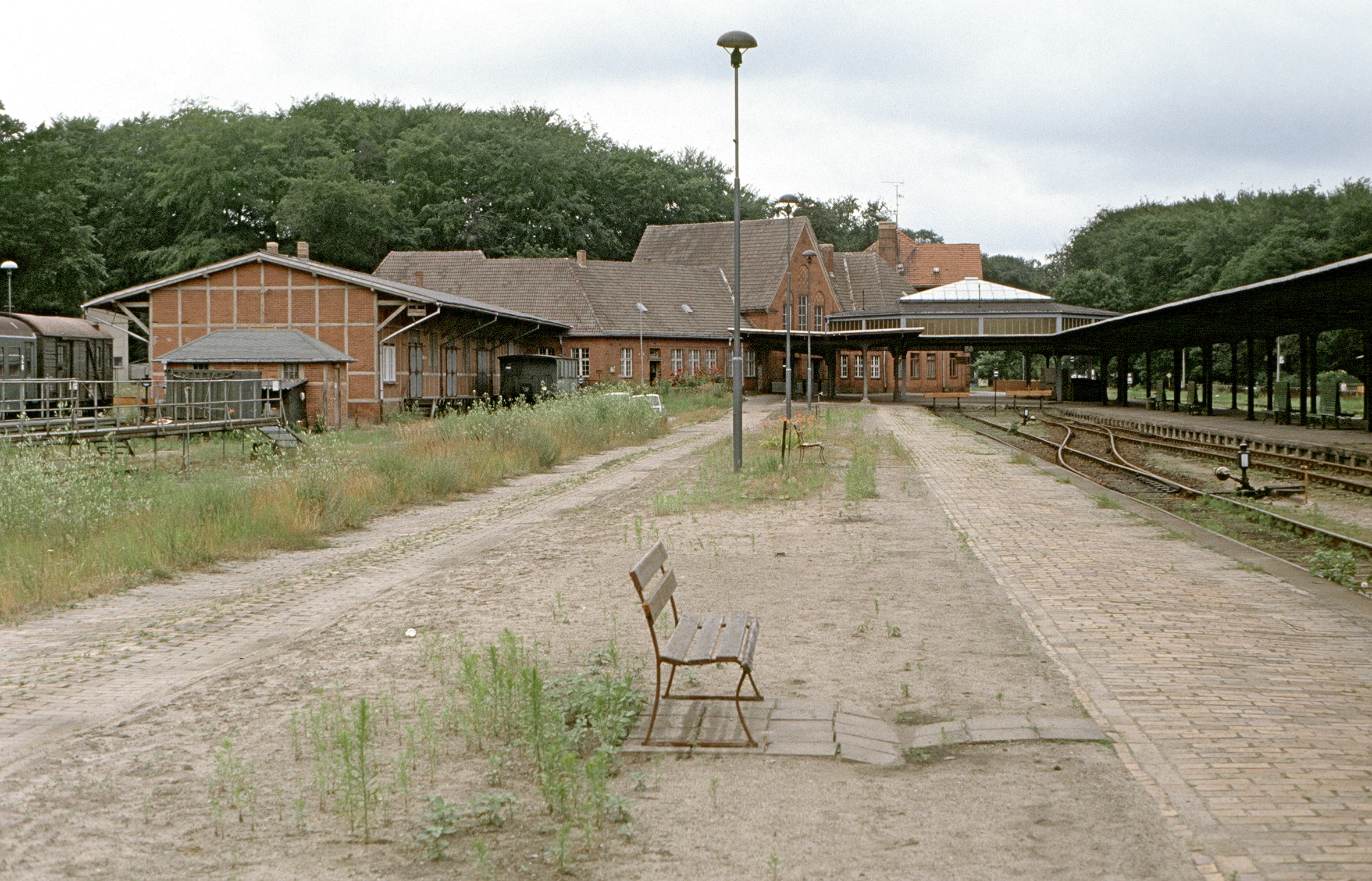
Bahnhof Seebad Heringsdorf, 1991

Mit der Übernahme des Bahnbetriebes durch die Usedomer Bäderbahn GmbH (UBB) wurde der Bahnhof Heringsdorf zwischen 1994 und 1997 grundlegend modernisiert. Über die neue Peenebrücke Wolgast hat die Usedomer Eisenbahn seit 1996 wieder Anschluss ans Festland, jetzt am anderen Ende der Insel als vor dem Krieg. Der Bahnhof Heringsdorf wurde wieder zum Zielbahnhof für einzelne Fernverkehrszüge. Nahverkehrszüge, bis 2017 der Usedomer Bäderbahn, heute der DB Regio Nordost, verkehren nach dem Neubau des Streckenabschnitts Ahlbeck–Swinemünde seit 2008 bis Świnoujście Centrum.
Einige der Hochbauten des Bahnhofs stehen heute unter Denkmalschutz.

## Bahnbetriebswerk Heringsdorf
Bei der Streckeneröffnung wurde 1894 eine kleine Lokstation eingerichtet. Neben einem Lokschuppen waren entsprechend Behandlungsanlagen und eine Drehscheibe vorhanden. Am Ende des Zweiten Weltkrieges wurde die Hubbrücke Karnin gesprengt, das Usedomer Schienennetz war somit vom Festland abgeschnitten. Die Deutsche Reichsbahn wandelte daraufhin den Heringsdorfer Lokbahnhof am 2. August 1945 zunächst in eine selbständige Dienststelle und am 1. Januar 1946 in ein Bahnbetriebswerk um. Der 1911 eröffnete Lokbahnhof Zinnowitz wurde dem Bahnbetriebswerk Heringsdorf als Einsatzstelle unterstellt. Von der Anzahl der hier stationierten Fahrzeuge und dem Umfang der Anlagen bildete das Bahnbetriebswerk stets das kleinste Bahnbetriebswerk der Deutschen Reichsbahn.
Die Einsatzstelle Zinnowitz wurde 1991 geschlossen. Am 1. September 1992 wurde das Bahnbetriebswerk als selbstständige Dienststelle aufgelöst und dem Bahnbetriebswerk Stralsund unterstellt. Die Usedomer Bäderbahn übernahm 1994 die ehemaligen Anlagen, 2001 wurde der bisherige Lokschuppen abgerissen und durch einen Neubau mit drei Gleisen ersetzt.

## Fahrzeugeinsatz

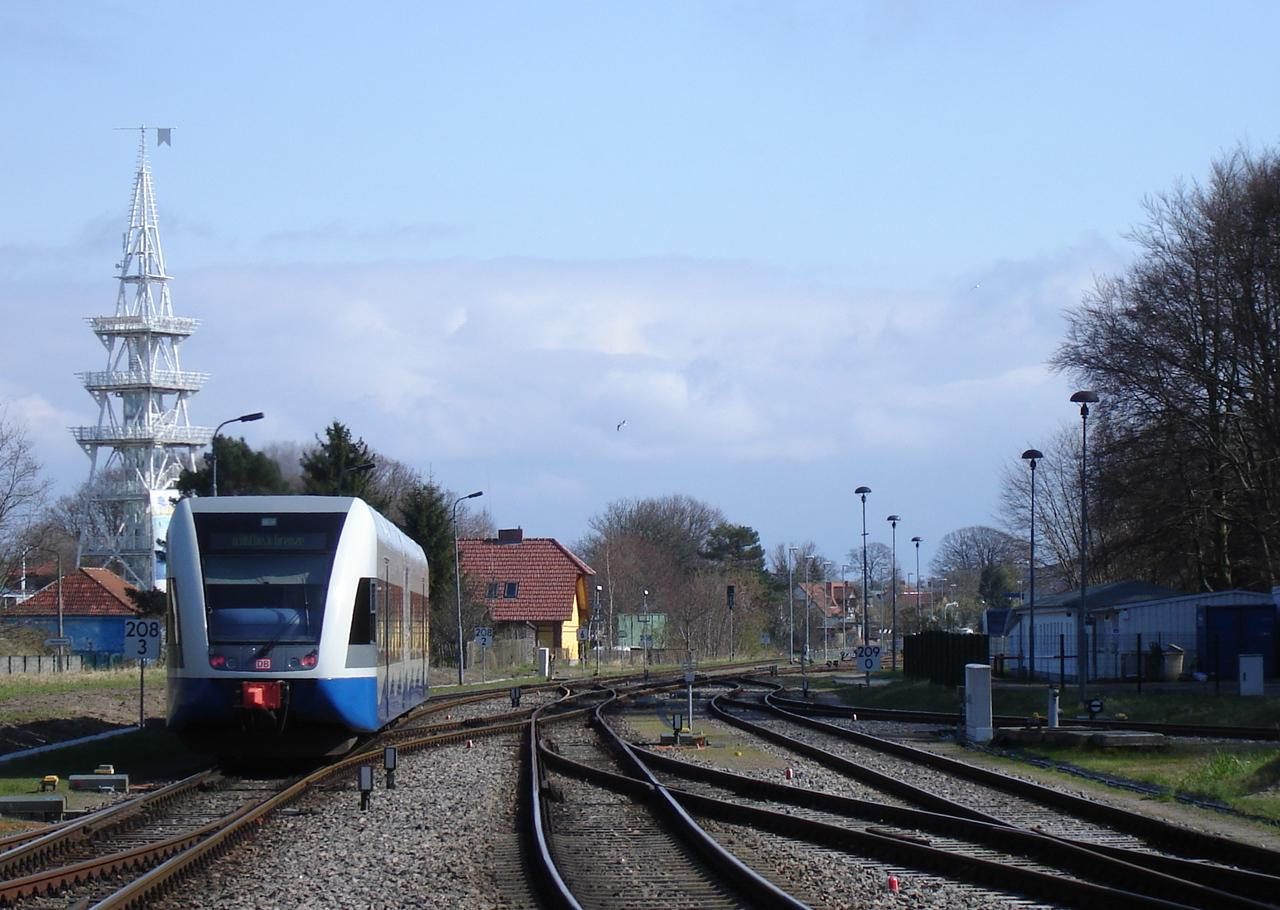
Ein Gelenktriebwagen (Baureihe 646.1) verlässt den Bahnhof in Richtung Ahlbeck.

Nach dem Zweiten Weltkrieg waren in Heringsdorf zunächst Dampflokomotiven der Baureihe 56.2–8 stationiert, zudem kamen ab 1948 auch mehrere Loks der Baureihe 91 zum Einsatz. Als Einzelgänger war eine Lokomotive der Baureihe 55.7–14 im Seebad Heringsdorf vertreten. 1965/66 wurde im Bahnbetriebswerk kurzzeitig die Baureihe 64 eingesetzt, die wiederum 1966 durch die Baureihe 86 ersetzt wurde. Die auf Usedom eingesetzten Loks erhielten als einzige der gesamten Baureihe 86 kleine Windleitbleche, auch ein Fahrzeug der Baureihe 56.2–8 hatte hier schon Windleitbleche getragen. Der Traktionswandel fand in den 1970er Jahren statt, als 1974 Diesellokomotiven der Baureihe 110 die Dampflokomotiven ablösten. Diese Baureihe prägte bis 1993 den Schienenverkehr auf Usedom, durchschnittlich waren neun Fahrzeuge hier stationiert. Von 1974 bis 1980 kam auch die Baureihe 106 zum Einsatz, die vor allem Güterzüge bespannte. Ebenfalls in den 1970er Jahren waren Rangierloks der Baureihe 102 auf Usedom eingesetzt.
Im Mai 1993 kamen mit der Baureihe 771/772 erneut Triebwagen nach Usedom, schon 1953 bis 1962 waren verschiedene Triebwagen (VT 135 033 und 039 sowie VT 135 063) vorrangig auf der Bahnstrecke Zinnowitz–Peenemünde eingesetzt. Die Loks der Baureihe 110 wurden daraufhin abgegeben, lediglich zwei Fahrzeuge blieben als Reserve auf Usedom. Seit 2001 setzt Heringsdorf nur noch die Baureihe 646.1 ein. Für den internen Verschub ist ein Akkuschleppfahrzeug vorhanden. Bis zum Sommer 2013 verkehrte saisonal ein Zugpaar der Linie IC 32 Köln Hbf – Ostseebad Binz mit Kurswagen nach Heringsdorf (UrlaubsExpress Mecklenburg-Vorpommern). Zum Fahrplanjahr 2014 wurde dieser Zuglauf eingestellt.

## Verkehr
| Linie                    | Linienverlauf                                                                            | Taktfrequenz                                                  | EVU              | Fahrzeugmaterial |
| ------------------------ | ---------------------------------------------------------------------------------------- | ------------------------------------------------------------- | ---------------- | ---------------- |
| RB 23                    | Züssow – Wolgast – Zinnowitz – Seebad Heringsdorf – Seebad Ahlbeck – Świnoujście Centrum | halbstündlich: Wolgast–Świnoujście; stündlich: Züssow–Wolgast | DB Regio Nordost | Baureihe 646     |
| Stand: Fahrplanjahr 2025 |                                                                                          |                                                               |                  |                  |